# 1916: Der Unbekannte Krieg
1916: Der Unbekannte Krieg est un jeu vidéo en tir subjectif (FPS). Commercialisé le 10 avril 2011, le jeu a été créé et développé en cinq semaines par Kriegsgraben und Stormvogel, une équipe d'étudiants de l'école supérieure danoise DADIU (en),. Il utilise le moteur de jeu Unity. Il est disponible gratuitement en téléchargement pour Microsoft Windows et OS X, ainsi que sur navigateur web.
Le jeu se déroule durant la Première Guerre mondiale dans une tranchée allemande alors envahie par des dinosaures. Le personnage principal se trouve seul être humain vivant dans la tranchée sous les feux de mortiers et doit à tout prix trouver une échelle pour sortir de la tranchée avant de mourir. Le jeu est disponible en anglais et en danois. Plusieurs feuilles de papier peuvent être trouvées dans la tranchée et montrent au joueur des astuces pour mieux survivre, mais elles sont en allemand, pour une question de réalisme, et aussi pour rajouter à la confusion du joueur. Des objets peuvent être trouvés comme un fusil, des balles pour le fusil, des fusées éclairantes, un masque à gaz et des membres de soldats morts.
Par la suite, la société Macbody Games s'est associé avec l'équipe du DADIU pour développer un jeu complet basé sur 1916: Der Unbekannte Krieg  qui devait être vendu sur Steam , le PSN et le  Xbox live mais actuellement , il n'y a plus aucune  nouvelle   de ce projet, laissant son état de développement inconnu au grand public.